# Kabupaten de Timor central Sud

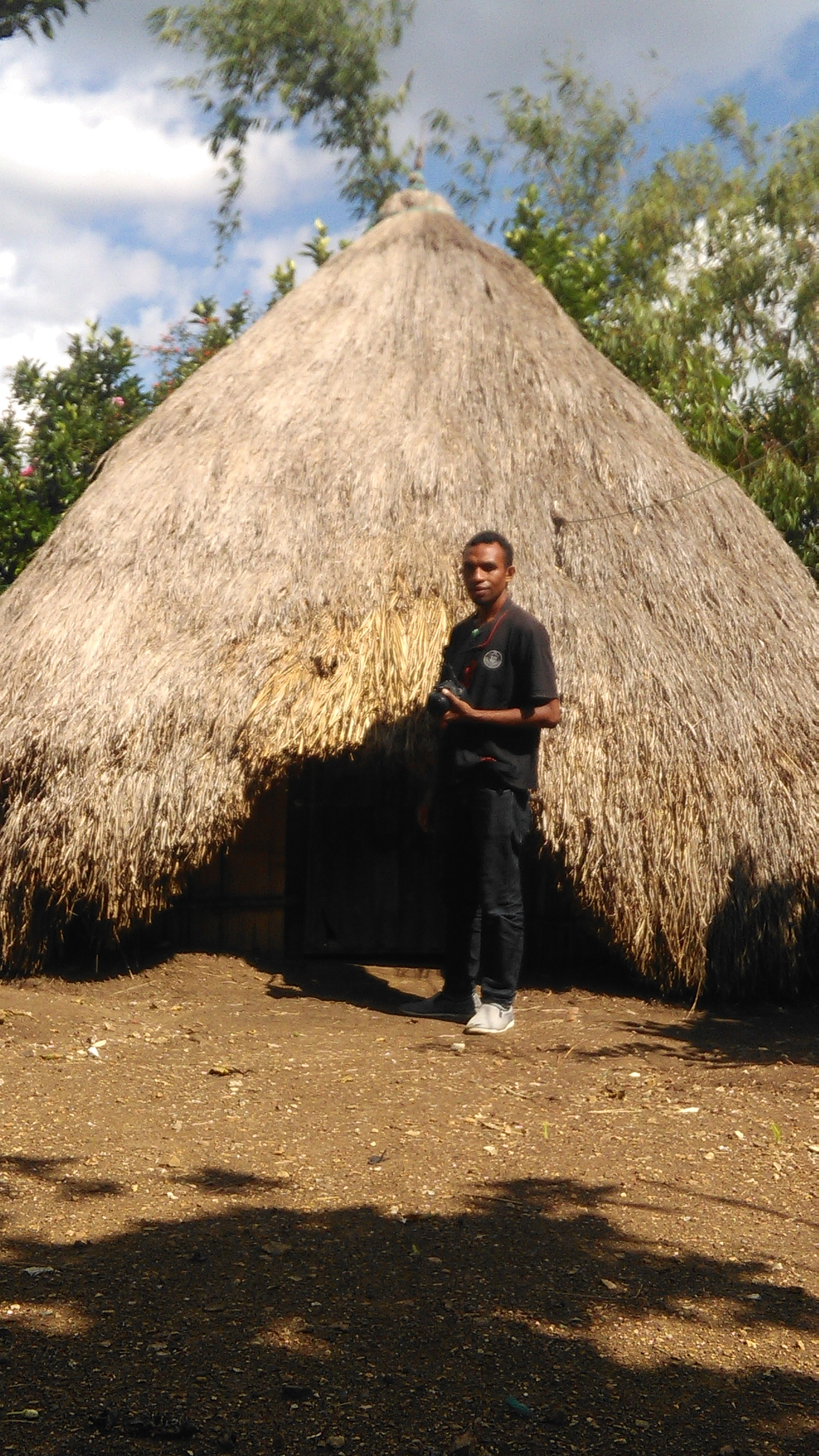
Une rumah bulat ("maison ronde"), maison traditionnelle de Timor central Sud

Le kabupaten de Timor central Sud, en indonésien Kabupaten Timor Tengah Selatan, est un kabupaten de la province des petites îles de la Sonde orientales en Indonésie. Son chef-lieu est Soe.

## Géographie
Il est composé d'une partie de l'île de Timor.

## Divisions administratives
Il est divisé en 32 kecamatans :
- Mollo Utara
- Fatumnasi
- Tobu
- Nunbena
- Mollo Selatan
- Polen
- Mollo Barat
- Mollo Tengah
- Kota Soe
- Amanuban Barat
- Batu Putih
- Kuatnana
- Amanuban Selatan
- Noebeba
- Kuanfatu
- Kualin
- Amanuban Tengah
- Kolbano
- Oenino
- Amanuban Timur
- Fautmolo
- Fatukopa
- Kie
- Kotolin
- Amanatun Selatan
- Boking
- Nunkolo
- Noebana
- Santian
- Amanatun Utara
- Toianas
- Kokbaun